# Palazzo dell'Opera di Santa Croce
Il Palazzo dell’Opera di Santa Croce si trova a Lucca in Piazza San Martino, accanto alla Cattedrale.

## Storia e descrizione
L’edificio è stato costruito nel XIII secolo ed è una testimonianza del valore civico, sociale ed economico che ha sempre avuto nella storia della città.
A causa della distruzione dell'Archivio dell'Opera, sono poche le informazioni sulle origini di questo palazzo che, come la maggior parte delle case lucchesi di quell'epoca, è formato da pilastri portanti e archi di scarico, ma che, a differenza delle altre costruzioni, è stato edificato con pietra bianca e cotto.
La struttura originale ha subito mutamenti nel tempo: nel Cinquecento è stata elevata in altezza forse per dare più a spazio a un sottotetto non abitabile, mentre risale all'Ottocento l'intervento sulle arcate attigue al campanile della cattedrale. In generale si riscontrano chiaramente tre stili costruttivi differenti che fanno pensare ad interventi assai diversi fra loro.
Nel 1516 il palazzo fu messo a disposizione del Monte di Pietà.
Attualmente è sede della Banca del Monte di Lucca che, grazie a un sapiente restauro, ha fatto riacquistare al palazzo la sua originaria bellezza.